# Русские Шои
Ру́сские Шо́и (мар. Руш Шой) — село в Куженерском районе Марий Эл Российской Федерации. Административный центр Русскошойского сельского поселения.

## Этимология
Название села языковеды относят к ирано-язычному от слова «шой» — «земля, край».

## География
Село находится на берегу реки Шойка, на расстоянии 34 км к юго-востоку от посёлка Куженер, административного центра района.

## Население
| 2010 |
| ---- |
| 542  |

## Известные уроженцы
- Киселёв, Геннадий Иванович (1924—2007) — советский специалист лесного хозяйства. Заслуженный лесовод РСФСР.